# Simpatia (sentiment)
La simpatia (del grec σύν "amb" i πάθος, "patiment") és un sentiment que desperten persones amb les quals es té afinitat, empatia o es valora el seu tracte agradable i obert. Implica una emoció positiva i un desig de relació amb aquella persona, per aquest motiu està a la base de l'amistat i la col·laboració.
Alguns filòsofs, com Schopenhauer li han donat una connotació metafísica, entenent que és un vincle que uneix tots els éssers del cosmos, si bé la majoria de pensadors l'atribueixen a un comportament que afavoreix la cohesió social, ja que la simpatia genera sentiments positius i desig d'evitar el mal a l'altre (altruisme).